# Eléni Antoniádou
Eléni Antoniádou (grec moderne : Ελένη Αντωνιάδου), née en 1988 à Thessalonique en Grèce, est une personnalité publique grecque, présentée comme une brillante scientifique, mais dont le parcours est très controversé.

## Biographie
Eléni Antoniádou obtient en 2009 une licence de l'Université de Grèce-Centrale en sciences informatiques, puis une maîtrise à l'University College de Londres. Elle obtient ensuite un Master en 2012 en bio-ingénierie à l'Université d'Illinois.
Lors de ses études, elle intègre en tant que stagiaire étudiante un programme de la NASA (le programme NASA Academies ouvert chaque été pour les étudiants) au sein du Ames Research Center. Alors que ce stage n'a duré que quelques semaines, elle se présente fréquemment comme chercheuse à la NASA, affirmation démentie par la NASA qui indique qu'elle n'est pas une de leurs salariés,.
Elle indique avoir fondé en 2012 la société Transplants without Donors, une start-up visant à créer des organes artificiels à base de cellules souches du patient,,. Toutefois l'existence de cette société est mise en doute par plusieurs médias,. 
En 2018 et 2019, elle est membre du jury de l'office européen des brevets décernant les prix de l'inventeur de l'année.  
Elle est choisie en 2019 par la société Mattel pour représenter un de ses nouveaux modèles de poupées Barbie dans la collection "Femmes inspirantes".

## Prix et honneurs
- 2013 : Femme de l'année lors de la cérémonie des FDM Everywoman In Technology Awards à Londres[11].
- 2014 : Listée parmi les 100 Women 2014 par la BBC[12].
- 2015 : 30 Under 30 Healthcare décerné par le magazine Forbes[13]
- 2014 : Women's Initiative Award décerné par la Fondation Cartier[7],[14].
- 2016 : Giuseppe Sciacca International Award for Science and Research[15]

## Controverses
En septembre 2019, un professeur assistant grec de l'Université Paris-Diderot (Costas Bouyioukos) devient suspicieux des réalisations affichées par Eléni Antoniádou. Il effectue ses recherches et les publie sur Facebook, où ses idées sont reprises par Greek Hoaxes. Voici la liste des fausses réalisations d'Eléni Antoniádou, :
- Elle participe au premier transplant d'une trachée artificielle lors de ses dernières années d'étude à UCLA, mais le client rejeta le transplant et décéda, alors qu'Antoniádou proclame une réussite historique dans les médias.
- Elle n'a pas travaillé "plusieurs années" à la Nasa mais y a juste effectué un stage de 10 semaines.
- Elle ne possède pas de doctorat (PhD) mais 2 masters.
- Son entreprise Transplants Without Donors ne semble pas avoir d'existence légale.